# Palazzo di Baldaccio d'Anghiari
Il palazzo di Baldaccio d'Anghiari o palazzo dell'Anguillara è un edificio storico del centro di Firenze, situato tra via dell'Anguillara 14, via dell'Acqua e via delle Burella. 
Quasi sicuramente si tratta del palazzo donato nel 1435 dal Comune di Firenze al capitano di ventura di Baldaccio d'Anghiari conte dell'Anguillara, che avrebbe finito per dare il nome alla via su cui affaccia. È comunque da registrare come la denominazione della strada appaia già agli inizi del Duecento, ed è più probabilmente legato al nome dato ai tralci delle viti raccolti a mazzo, le "anguillare": dopotutto poco distante si trova la via della Vigna Vecchia e si può ipotizzare che qui in origine fossero presenti filari di viti. 

## Storia

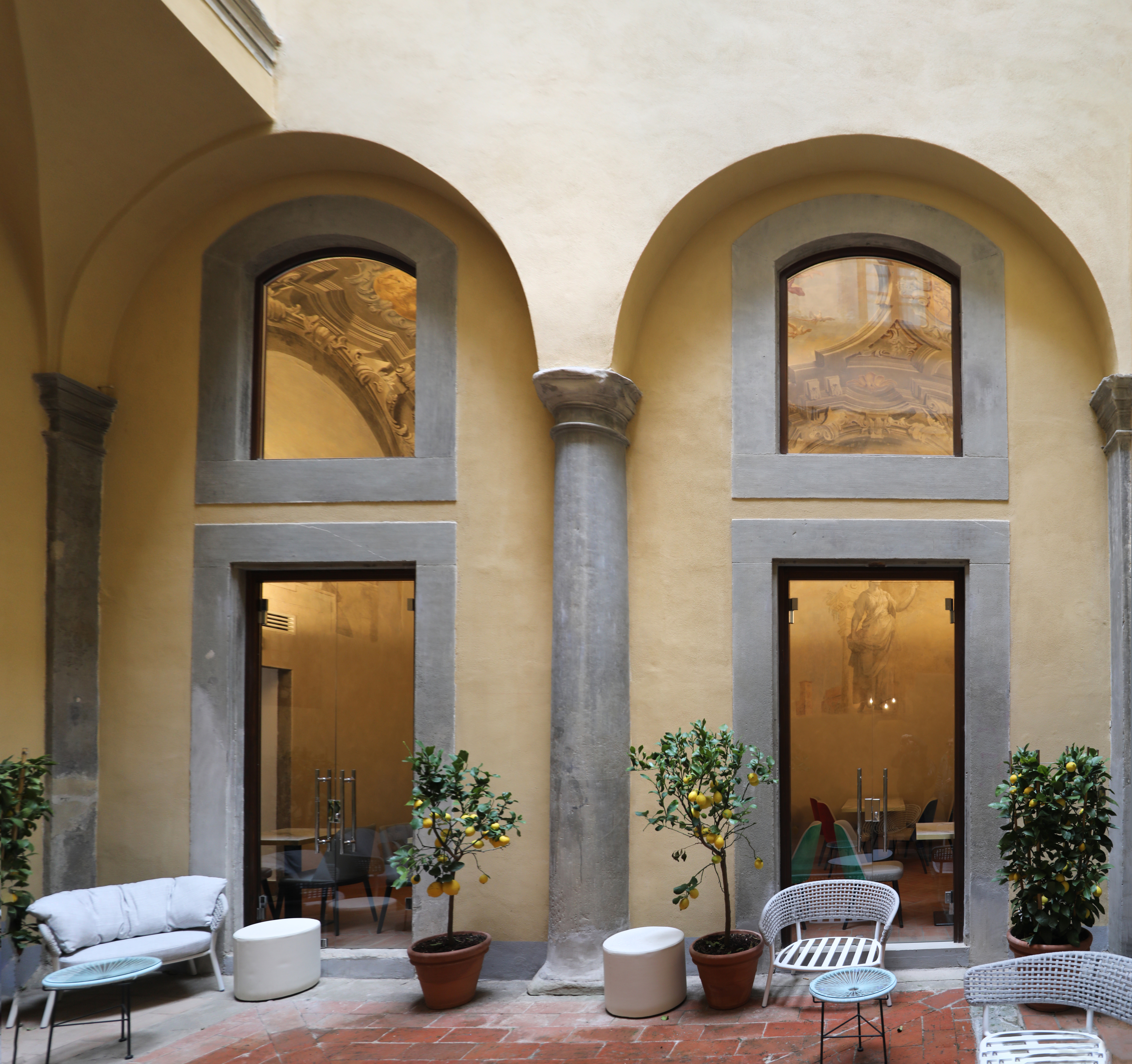
Il cortile

Il palazzo, secondo le ricerche di Guido Carocci rese note sull'Illustratore fiorentino del 1915, apparteneva in antico ai Riccialbani che, nel 1498, lo vendettero ai Pepi, dai quali passò ai primi del Cinquecento ai Seriacopi, che per lungo tempo lo affittarono in parte all'ufficio del maestro delle Poste, dove i cittadini si recavano a ritirare la corrispondenza in determinati giorni della settimana (non esistendo ancora la consegna a domicilio), da cui quella denominazione di palazzo o casa della Posta con la quale è talvolta indicato. In seguito fu dei Bartolini-Bardelli e dei Pecori-Suarez.
Diversamente Walther Limburger, che scriveva negli anni in cui la fabbrica era di proprietà dei Bartolini Baldelli, pur richiamando le proprietà citate, lo evidenziava come donato dal Comune di Firenze nel 1435 a Baldaccio d'Anghiari conte dell'Anguillara, capitano di ventura ucciso nel 1441, fatto questo che in tempi recenti ha consentito di conferire alla proprietà una denominazione in ricordo del personaggio, a nobilitare ulteriormente il luogo. In quegli anni doveva essere qui vicino il pozzo dell'Anguillara, che finì per essere all'origine del nome di via dell'Acqua.
Passato comunque per molte proprietà, pur avendo avuto origine tra Duecento e Trecento, si presenta attualmente nelle forme assunte a seguito di un rimaneggiamento cinquecentesco, almeno per quanto concerne il fronte principale su via dell'Anguillara.
La facciata risulta essere stata restaurata nel 1902, quindi nel 1975 dall'impresa Daniele Catarzi (intervento seguito ai danni dell'alluvione del 1966 e premiato dalla Fondazione Giulio Marchi nel 1977) ed è stata nuovamente interessata da un esteso cantiere (aperto nel 2006) peraltro volto al frazionamento dell'intera e grande fabbrica che si estende, oltre che su via dell'Anguillara, su via dell'Acqua e via delle Burella, dove si trovavano gli accessi secondari, le stalle e le rimesse. 
Dal gennaio 2009, poco dopo essere stato liberato dai ponteggi, l'edificio è stato sottoposto a sequestro preventivo disposto dall'autorità giudiziaria per presunti abusi edilizi e violazioni alle norme di tutela dei beni culturali (frazionamento interno). Superati questi ostacoli, dopo un lungo e impegnativo restauro e risanamento conservativo, è stato aperto nel dicembre 2022 come struttura ricettiva che affitta appartamenti.

## Descrizione
La facciata su via dell'Anguillara è articolata su un alto piano terreno in cui è contenuto anche il piano ammezzato, definito nella parte superiore da un marcapiano su cui si aprono finestre a tutto sesto con ghiera e bozze lavorate. Lo stesso schema si ripete all'ultimo piano laddove la costruzione termina con bottaccio sormontato da un ampio tetto alla fiorentina. Al piano terreno il portale è a tutto sesto con ghiera di bozze lavorate ai cui lati sono finestre rettangolari, con cornice quattrocentesca, protette da ricche grate in ferro battuto databili al XVII secolo. La facciata che guarda la via dell'Acqua conserva, sull'angolo della via delle Burella, un'ampia parte di una costruzione del XIV secolo. La stessa architettura trecentesca continua nella facciata di via delle Burella. 
Il palazzo ha un cortile con piani superiori aggettanti sopra volticciole; al piano superiore si apre una loggia, ora chiusa, impostata su colonne di ordine tuscanico. Il portale in faccia all'ingresso è a tutto sesto, di gusto quattrocentesco, sormontato da un bassorilievo che ha al centro un medaglione con un profilo femminile (fine XVI-inizi XVII secolo). In asse è un altro portale di gusto manierista (XVII secolo)".
Gli interni sono segnalati dalla letteratura per le belle decorazioni riferibili al Settecento. Notevole interesse avevano anche i giardini, oggi scomparsi. Nel cortile si trovano una lapide che ricorda l'iscrizione dell'edificio nel registro di tutela, e una del premio Marchi per il restauro architettonico nel 1976.
| "NOTEVOLE EDIFICIO DI ORIGINE TRECENTESCA PARZIALMENTE TRASFORMATO NEL SEC. XV E CON INSERTI POSTERIORI NEL 1435 FU DONATO A BALDUCCIO DELL'ANGUILLARA". LEGGE 1.6.1939 N° 1039 SULLA TUTELA DEGLI EDIFICI D'INTERESSE ARTISTICO E STORICO |
| RESTAURO ESEGUITO NELL'ANNO 1976 PREMIATO DALLA FONDAZIONE GIULIO MARCHI |

### Tabernacolo

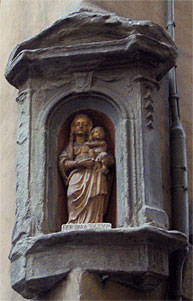
Il tabernacolo

Sull'angolo di via dell'Anguillara e di via dell'Acqua è un tabernacolo di bella fattura databile tra la fine del XVI e l'inizio del XVII secolo, composto da una nicchia in pietra serena incorniciata da arco e lesene, che protegge una statuetta marmorea della Madonna con il Bambino. Le proporzioni ed il bel panneggio morbido del manto della Vergine che in piedi tiene in braccio il piccolo figlio, fanno pensare ad un artista fiorentino del Cinquecento; da alcune tracce di lumeggiatura d'oro ancora esistenti, si può desumere che una volta l'edicola fosse tutta dorata. Ai piedi della Madonna un'incisione, quale supplica dei passanti che le invocano protezione: ITER PARA TVTVM ("assicuraci un cammino sicuro"). È stato restaurato nel 1998 da Paola Rosa per le cure di Gennaro Grosso.